# Annalena Baerbock
Annalena Charlotte Alma Baerbock (Hanôver, 15 de dezembro de 1980) é uma política alemã que atuou como ministra das relações exteriores da Alemanha de 2021 a 2025. Filiada ao partido Aliança 90/Os Verdes, liderou a agremiação de janeiro de 2018 a janeiro de 2022, juntamente com Robert Habeck. Foi candidata do Partido Verde para Chancelaria nas eleições federais de 2021, sendo considerada a primeira candidata dos Verdes com sérias chances de ganhar este alto cargo.
Annalena Baerbock é membro do Bundestag pelo estado de Brandenburgo desde 2013. De 2012 a 2015, integrou o conselho do partido Aliança 90/Os Verdes e, de 2009 a 2013, foi líder do grupo estadual de seu partido em Brandenburgo.

## Primeiros anos
Baerbock cresceu como filha de um assistente social e um engenheiro mecânico junto com duas irmãs e dois primos em uma fazenda em Pattensen, perto de Hanôver, na Baixa Saxônia. Ela frequentou a Humboldt School em Hanover e completou um ano de intercâmbio na Lake Highland Preparatory School em Orlando, Flórida, aos dezesseis anos.
Quando adolescente, Baerbock foi uma ginasta competitiva de trampolim, participando de campeonatos alemães e ganhando a medalha de bronze em três ocasiões.
De 2000 a 2004, Baerbock estudou ciências políticas e direito público na Universidade de Hamburgo. Em 2005, concluiu o mestrado em Direito Internacional Público pela London School of Economics (LSE). Em 2005, ela concluiu um estágio no Instituto Britânico de Direito Internacional e Comparado (BIICL). Ela também começou uma dissertação sobre desastres naturais e ajuda humanitária na Universidade Livre de Berlim, mas nunca terminou sua tese.

## Início de carreira
Durante seus estudos, Baerbock trabalhou como jornalista para o Hannoversche Allgemeine Zeitung de 2000 a 2003. Após seus estudos, Baerbock trabalhou de 2005 a 2008 no escritório da MEP Elisabeth Schroedter e, em 2005, como estagiária no Instituto Britânico de Direito Internacional Comparativo e Público.
Desde 2020, Baerbock tem participado do programa Young Global Leaders do World Economic Forum, um programa contínuo de coaching para líderes políticos que criou líderes de sucesso como Emmanuel Macron, Sanna Marin e Jacinda Ardern.

## Carreira política
Baerbock tornou-se membro da Alliance 90/The Greens em 2005. Em outubro de 2008, ela foi eleita para a diretoria executiva do grupo estadual de seu partido em Brandenburg, chegando à presidência do conselho no ano seguinte, cargo que ocupou até 2013. De 2009 a 2012, ela também fez parte do conselho executivo do Partido Verde Europeu.

### Membro do Parlamento (2013–presente)
Em 2009, Baerbock concorreu sem sucesso a um lugar na lista eleitoral de seu partido para as eleições federais. Em 2013, ela foi a candidata do Partido Verde no distrito eleitoral de Potsdam – Potsdam-Mittelmark II – Teltow-Fläming II, além de garantir a posição de liderança na lista eleitoral do partido para o estado de Brandemburgo. Por meio da lista eleitoral, ela se tornou membro do Bundestag.
Durante o seu primeiro mandato, Baerbock foi membro da Comissão dos Assuntos Económicos e da Energia, bem como da Comissão dos Assuntos Europeus. Em seu grupo parlamentar, ela atuou como porta-voz da política climática.
Para as eleições de 2017, Baerbock foi novamente a candidata líder no estado de Brandemburgo, mantendo sua cadeira no parlamento. Após a eleição, ela fez parte da equipe de negociação de seu partido, já que o Partido Verde entrou (sem sucesso) nas negociações de coalizão com a CDU/CSU e o FDP.

### Co-presidente do Partido Verde (2018 - 2022)
Em 27 de janeiro de 2018, na convenção nacional do Partido Verde em sua cidade natal, Hanover, Baerbock foi eleita um dos dois presidentes iguais de seu partido no nível federal, acompanhado por Robert Habeck. Ela ganhou 64 por cento dos votos, mais do que sua adversária, Anja Piel. Em uma convenção do partido em 2019, ela foi reeleita com 97,1 por cento, o maior resultado de sempre para uma presidente do partido.

### Candidata a Chanceler em 2021
Em 19 de abril de 2021, Baerbock e Robert Habeck anunciaram que o conselho federal dos Verdes propôs Baerbock como candidata a Chanceler para as eleições federais de 2021 – a primeira vez que o partido indicou um único candidato em vez de co-líderes. Isto tem de ser formalmente confirmado no congresso do partido que decorre entre os dias 11 e 13 de junho. Historicamente, Baerbock é a segunda mulher, depois de Angela Merkel, a disputar o cargo mais alto do governo. Nenhum candidato anterior a chanceler era mais jovem do que Baerbock.
Durante o conflito Israel-Hamas de 2023, Baerbock defendeu Israel e o seu direito à auto-defesa. Bloqueou uma declaração dos ministros da UE que apelava a “um cessar-fogo humanitário imediato” em 23 de Outubro de 2023, a fim de ajudar o povo da Faixa de Gaza. 

## Vida pessoal
Baerbock é casada com Daniel Holefleisch, um consultor político e gerente de relações públicas que trabalha para o Grupo Deutsche Post DHL desde 2017. O casal tem duas filhas, nascidas em 2011 e 2015. A família mora em Potsdam, Brandenburgo, Alemanha. Baerbock é membro da Igreja Evangélica Protestante da Alemanha. Ela se descreve como "não religiosa", mas frequentemente vai à igreja porque "a ideia de união é extremamente importante" para ela. Define-se como feminista.